# شاندان روي سانيال
شاندان روي سانيال هو عارض وممثل هندي، ولد في 30 يناير 1979 بدلهي في الهند.

## وصلات خارجية
- شاندان روي سانيال على موقع IMDb (الإنجليزية)
- شاندان روي سانيال على موقع قاعدة بيانات الفيلم (الإنجليزية)